# Championnat de Suisse de football 2009-2010
Navigation
Édition précédente Édition suivante
La saison 2009-2010 de Super League est la cent treizième édition du championnat de Suisse de football, opposant les dix meilleurs clubs suisses en matchs aller-retour hebdomadaires. Cette saison est également le retour de grandes stars du football suisse dans la Super League telles que Hakan Yakin au FC Lucerne, Johan Vonlanthen au FC Zurich et Alexander Frei au FC Bâle.
Le championnat est gagné lors de l'ultime journée par le FC Bâle face à BSC Young Boys lors de la finalissima entre les 2 clubs qui étaient au même nombre de points juste avant la dernière journée. Le FC Bâle gagne 2 buts à 0.

## Les 10 clubs participants
| \| Grasshopper-Club Zurich FC Aarau FC Zurich FC Bâle BSC Young Boys FC Lucerne FC Sion Neuchâtel Xamax FC FC Saint-Gall AC Bellinzone \| Localisation des clubs. · Vainqueur |
| Grasshopper-Club Zurich FC Aarau FC Zurich FC Bâle BSC Young Boys FC Lucerne FC Sion Neuchâtel Xamax FC FC Saint-Gall AC Bellinzone                                           |

Légende des couleurs
- 3e tour de qualification de la Ligue des champions de l'UEFA 2009-2010
- Tour de barrages de la Ligue Europa 2009-2010
- Troisième tour de qualification de la Ligue Europa 2009-2010
- Deuxième tour de qualification de la Ligue Europa 2009-2010
- Promu de Challenge League

| Club                    | Dernière montée | Classement 2008-2009 | Entraîneur             | Stade                 | Capacité | Résultats de la saison |
| ----------------------- | --------------- | -------------------- | ---------------------- | --------------------- | -------- | ---------------------- |
| FC Zurich               | 1990            | 1er                  | Bernard Challandes     | Stade du Letzigrund   | 30 000   | lien                   |
| BSC Young Boys          | 2001            | 2e                   | Vladimir Petkovic      | Stade de Suisse       | 31 784   | lien                   |
| FC Bâle                 | 1993            | 3e                   | Thorsten Fink          | Parc Saint-Jacques    | 42 500   | lien                   |
| Grasshopper Club Zurich | 1951            | 4e                   | Ciriaco Sforza         | Stade du Letzigrund   | 30 000   | lien                   |
| FC Aarau                | 1981            | 5e                   | Martin Andermatt       | Stade du Brugglifeld  | 9 249    | lien                   |
| AC Bellinzone           | 2008            | 6e                   | Alberto Cavasin        | Stadio Comunale       | 8 800    | lien                   |
| Neuchâtel Xamax         | 2007            | 7e                   | Pierre-André Schurmann | Stade de la Maladière | 11 997   | lien                   |
| FC Sion                 | 2006            | 8e                   | Didier Tholot          | Stade de Tourbillon   | 20 187   | lien                   |
| FC Lucerne              | 2006            | 9e                   | Rolf Fringer           | Stade Allmend         | 18 500   | lien                   |
| FC Saint-Gall           | 2009            | 1er (CL)             | Ulrich Forte           | AFG Arena             | 19 694   | lien                   |

### Changements d'entraineur
| Équipe                  | Entraîneur partant     | Date de départ   | Remplacé par           | Date d'entrée en fonction |
| ----------------------- | ---------------------- | ---------------- | ---------------------- | ------------------------- |
| FC Bâle                 | Christian Gross        | 1er juin 2009    | Thorsten Fink          | 9 juin 2009               |
| FC Aarau                | Ryszard Komornicki     | 1er juin 2009    | Jeff Saibene           | 1er juin 2009             |
| Neuchâtel Xamax         | Jean-Michel Aeby       | 9 juin 2009      | Pierre-André Schurmann | 22 juin 2009              |
| Grasshopper Club Zurich | Hans-Peter Latour      | 10 juin 2009     | Ciriaco Sforza         | 16 juin 2009              |
| FC Aarau                | Jeff Saibene           | 12 octobre 2009  | Martin Andermatt       | 12 octobre 2009           |
| AC Bellinzone           | Marco Schällibaum      | 12 novembre 2009 | Alberto Cavasin        | 12 novembre 2009          |
| AC Bellinzone           | Alberto Cavasin        | 1er avril 2010   | Roberto Morinini       | 5 avril 2010              |
| FC Aarau                | Martin Andermatt       | 12 avril 2010    | Ranko Jakovljevic      | 12 avril 2010             |
| Neuchâtel Xamax         | Pierre-André Schurmann | 14 avril 2010    | Jean-Michel Aeby       | 14 avril 2010             |
| FC Zurich               | Bernard Challandes     | 19 avril 2010    | Urs Fischer            | 19 avril 2010             |

## Classement
| Rang | Équipe                  | Pts | J  | G  | N | P  | Bp | Bc | Diff |
| ---- | ----------------------- | --- | -- | -- | - | -- | -- | -- | ---- |
| 1    | FC Bâle                 | 80  | 36 | 25 | 5 | 6  | 90 | 46 | +44  |
| 2    | BSC Young Boys          | 77  | 36 | 25 | 2 | 9  | 78 | 47 | +31  |
| 3    | Grasshopper Club Zurich | 65  | 36 | 21 | 2 | 13 | 65 | 43 | +22  |
| 4    | FC Lucerne              | 58  | 36 | 17 | 7 | 12 | 66 | 55 | +11  |
| 5    | FC Sion                 | 51  | 36 | 14 | 9 | 13 | 63 | 57 | +6   |
| 6    | FC Saint-Gall P         | 46  | 36 | 13 | 7 | 16 | 53 | 56 | -3   |
| 7    | FC Zurich T             | 45  | 36 | 12 | 9 | 15 | 55 | 58 | -3   |
| 8    | Neuchâtel Xamax         | 41  | 36 | 11 | 8 | 17 | 55 | 57 | -2   |
| 9    | AC Bellinzone           | 25  | 36 | 7  | 4 | 25 | 42 | 92 | -50  |
| 10   | FC Aarau                | 23  | 36 | 6  | 5 | 25 | 32 | 88 | -56  |

Ligue des champions 2010-2011
- 1er : 3e tour de qualification pour clubs champions
- 2e : 3e tour de qualification pour non-champions

Ligue Europa 2010-2011
- 3e : Barrages
- 4e : 3e tour de qualification

Relégation
- 9e : Barrages de relégation
- 10e : Relégation en Challenge League 2010-2011

Abréviations
T : Tenant du titre
C : Vainqueur de la Coupe de Suisse 2009-2010
P : Promus de Challenge League 2008-2009

## Résultats
| Résultats (▼dom., ►ext.)                                   | AAR | BAL | BEL | GCZ | LUC | NEU | STG | SIO | YBB | ZUR |
| FC Aarau                                                   |     | 0-2 | 1-2 | 1-0 | 2-4 | 0-4 | 0-2 | 0-0 | 0-3 | 1-1 |
| FC Bâle                                                    | 2-1 |     | 3-2 | 3-1 | 1-1 | 4-1 | 4-0 | 5-0 | 1-2 | 1-1 |
| AC Bellinzone                                              | 4-1 | 2-3 |     | 0-0 | 1-2 | 1-1 | 0-5 | 3-1 | 1-7 | 3-2 |
| Grasshopper Club Zurich                                    | 4-0 | 3-1 | 7-0 |     | 0-0 | 1-3 | 1-3 | 3-1 | 2-1 | 1-0 |
| FC Lucerne                                                 | 6-0 | 4-5 | 2-0 | 2-1 |     | 2-1 | 3-1 | 1-2 | 1-2 | 1-0 |
| Neuchâtel Xamax                                            | 3-3 | 2-2 | 0-1 | 4-1 | 1-1 |     | 4-2 | 1-3 | 3-0 | 3-0 |
| FC Saint-Gall                                              | 1-0 | 2-0 | 1-1 | 1-0 | 1-1 | 1-1 |     | 1-1 | 2-3 | 1-3 |
| FC Sion                                                    | 1-1 | 1-2 | 3-1 | 2-3 | 3-1 | 1-0 | 2-1 |     | 3-1 | 3-3 |
| BSC Young Boys                                             | 4-0 | 2-0 | 4-1 | 2-0 | 1-1 | 1-0 | 1-1 | 3-1 |     | 3-0 |
| FC Zurich                                                  | 2-0 | 2-2 | 4-1 | 4-3 | 4-0 | 1-2 | 1-0 | 1-1 | 2-3 |     |
| - Victoire à domicile - Match nul - Victoire à l'extérieur |     |     |     |     |     |     |     |     |     |     |

| Résultats (▼dom., ►ext.)                                   | AAR | BAL | BEL | GCZ | LUC | NEU | STG | SIO | YBB | ZUR |
| FC Aarau                                                   |     | 0-3 | 6-3 | 1-4 | 1-2 | 1-0 | 2-0 | 0-3 | 1-5 | 1-3 |
| FC Bâle                                                    | 2-1 |     | 4-0 | 1-2 | 5-0 | 3-0 | 3-2 | 4-3 | 4-0 | 4-1 |
| AC Bellinzone                                              | 1-2 | 0-2 |     | 1-2 | 0-0 | 3-2 | 0-2 | 2-1 | 1-3 | 1-4 |
| Grasshopper Club Zurich                                    | 2-0 | 4-0 | 2-0 |     | 0-1 | 2-1 | 2-1 | 2-0 | 2-1 | 4-0 |
| FC Lucerne                                                 | 4-0 | 0-1 | 2-1 | 4-2 |     | 2-1 | 2-3 | 1-1 | 5-1 | 4-1 |
| Neuchâtel Xamax                                            | 2-1 | 1-3 | 2-0 | 0-1 | 1-2 |     | 0-3 | 4-1 | 1-0 | 3-3 |
| FC Saint-Gall                                              | 2-2 | 2-4 | 1-2 | 0-1 | 3-1 | 2-1 |     | 1-0 | 1-2 | 1-0 |
| FC Sion                                                    | 4-0 | 2-2 | 2-1 | 1-0 | 5-2 | 1-1 | 5-1 |     | 4-1 | 1-1 |
| BSC Young Boys                                             | 3-1 | 0-3 | 2-1 | 4-0 | 2-1 | 4-1 | 2-1 | 1-0 |     | 2-1 |
| FC Zurich                                                  | 0-1 | 1-2 | 2-0 | 3-2 | 1-0 | 0-0 | 1-1 | 2-0 | 0-2 |     |
| - Victoire à domicile - Match nul - Victoire à l'extérieur |     |     |     |     |     |     |     |     |     |     |

### Barrages de relégation
Le neuvième de Super League affronte la deuxième meilleure équipe de Challenge League pour tenter de se maintenir.
| Match aller                     | AC Bellinzone                                                | 2 - 1   | FC Lugano                        | Stadio Comunale                                   |                                                   |
| Vendredi 21 mai 2010 20:15 CEST | Hemza Mihoubi 27e · Frank Feltscher 90+1e                    | (1 - 0) | 70e Montandon                    | Spectateurs : 5 400 Arbitrage : Jérôme Laperrière | Spectateurs : 5 400 Arbitrage : Jérôme Laperrière |
| Vendredi 21 mai 2010 20:15 CEST | Siqueira-Barras 32e · Aimo Diana 33e · Frank Feltscher 90+2e | Rapport | 33e Preisig · 57e, 78e Montandon | Spectateurs : 5 400 Arbitrage : Jérôme Laperrière | Spectateurs : 5 400 Arbitrage : Jérôme Laperrière |

| Match retour           | FC Lugano                              | 0 - 0   | AC Bellinzone                                                                  | Stadio comunale Cornaredo                         |                                                   |
| Lundi 24 mai 2010 CEST |                                        | (0 - 0) |                                                                                | Spectateurs : 6 500 Arbitrage : Claudio Circhetta | Spectateurs : 6 500 Arbitrage : Claudio Circhetta |
| Lundi 24 mai 2010 CEST | Sílvio 7e · Thrier 58e · Montandon 84e | Rapport | 5e La Rocca · 29e Diarra · 65e Kasami · 78e Mihoubi · 82e Feltscher · 57e Lima | Spectateurs : 6 500 Arbitrage : Claudio Circhetta | Spectateurs : 6 500 Arbitrage : Claudio Circhetta |

## Parcours en coupes d'Europe
Le parcours des clubs suisses en coupes d'Europe est important puisqu'il détermine le coefficient UEFA, et donc le nombre d'équipes helvétiques présentes en compétitions européennes les années suivantes.
| Club           | Compétition         | Résultat                 | Ultime(s) adversaire(s) | Ultime(s) adversaire(s) | Ultime(s) adversaire(s) |
| -------------- | ------------------- | ------------------------ | ----------------------- | ----------------------- | ----------------------- |
| FC Zurich      | Ligue des champions | Phase de groupes         | Real Madrid CF          | AC Milan                | Olympique de Marseille  |
| FC Sion        | Ligue Europa        | Barrages                 | Fenerbahçe SK           | Fenerbahçe SK           | Fenerbahçe SK           |
| BSC Young Boys | Ligue Europa        | 3e tour de qualification | Athletic Club Bilbao    | Athletic Club Bilbao    | Athletic Club Bilbao    |
| FC Bâle        | Ligue Europa        | Phase de groupes         | AS Rome                 | Fulham FC               | PFK CSKA Sofia          |

## Bilan de la saison
| Championnat de Suisse de football 2009-2010 |                                       |
| Champion                                    | FC Bâle (13e titre)                   |
| Coupes et trophées                          |                                       |
| Vainqueur de la Coupe de Suisse 2009-2010   | FC Bâle                               |
| Qualifications continentales                |                                       |
| Ligue des champions 2010-2011               | FC Bâle                               |
| Ligue des champions 2010-2011               | BSC Young Boys                        |
| Ligue Europa 2010-2011                      | Grasshopper Club Zurich ou FC Lucerne |
| Ligue Europa 2010-2011                      | FC Lausanne-Sport                     |
| Promotions et relégations                   |                                       |
| Promus en Super League                      | FC Thoune                             |
| Relégués en Challenge League                | FC Aarau                              |